# 卡埃萊
卡埃萊是非洲中西部國家喀麥隆的城鎮，由極北省負責管轄，位於該國北部馬魯阿以南104公里，毗鄰與乍得接壤的邊界，海拔高度377米，市內有機場設施，2001年人口約23,400。